# Geronima Mazzarini
Geronima Mazzarini (née le 29 décembre 1614 à Rome et morte le 29 décembre 1656 à Paris) appartenait à une famille sicilienne d'origine génoise et était la sœur du cardinal Jules Mazarin (Giulio Mazzarini). 

## Biographie
Fille de Pierre Mazzarini et d'Ortensia Buffalini, elle fut introduite par son père à la cour du grand connétable de Naples, Philippe Colonna, dont elle obtint la protection. Geronima épouse le 6 août 1634 le baron romain Michele Lorenzo Mancini (it) (1602-1656). Dix enfants (quatre garçons et six filles) sont nés de cette union :
- Laure Mancini (1636-1657), duchesse de Mercoeur
- Paul Jules Mancini (1636-1652), qui fut tué à la bataille du faubourg Saint-Antoine, sous la Fronde
- Olympe Mancini (1638-1708), comtesse de Soissons et de Dreux
- Marie Mancini (1639-1715), princesse Colonna
- Philippe Mancini, duc de Nevers (1641-1707)
- Alphonse Mancini (1644-1658)
- Hortense Mancini (1646-1699), duchesse de Mazarin
- Une fille (1647-1649)
- Marie-Anne Mancini (1649-1714), duchesse de Bouillon et comtesse d’Évreux
- Un garçon

Le cardinal Mazarin maria chacun des enfants de Geronima Mancini à de grands noms de France ou d'Italie.

## Sources
- Claude Dulong, Mazarin